# Arthur Foote
Arthur Foote, född 5 mars 1853 i Salem, Massachusetts, död 8 april 1937 i Boston, var en amerikansk tonsättare.
Foote var musiklärare i Boston. Han har komponerat orkestersviter, kammarmusik, uvertyrer, karaktärsstycken för orkester, körballader, pianokompositioner och sånger. Tillsammans med R.W. Spalding utgav han Modern harmony in its theory and practice (1905) och skrev dessutom Modulation and related harmonic questions (1919).